# الخطوط الجوية الشرقية الرحلة 21
تحطمت طائرة دي سي 3 التابعة لشركة ايسترن ايرلاين رحلة رقم 21 ورقم التسجيل هو (NC28394) ذلك خلال هبوطها بمطار هارتسفيلد جاكسون في أتلانتا، وذلك بتاريخ 26 فبراير 1941. وقد قتل جراء الحادث 16 راكب من أصل 25 على متن الطائرة، ومن ضمن الجرحي كان رئيس شركة ايسترن ايرلاين وأحد أبطال الحرب العالمية الأولى وهو ايدي ركنبيكر.
أقلعت الطائرة مساء 26 فبراير من مطار لاجوارديا (LaGuardia Airport) بنيويورك وتوقفت قليلا بمطار قرب واشنطن حيث كان المقرر أن تكون وجهتها هي أتلانتا ثم نيو أورلينز فهيوستن حتى تصل إلى براونزفيل بتكساس صباح اليوم التالي.
في الساعة 11:38 مساءً بالتوقيت المحلي للمنطقة. خاطبت الطائرة مشغل الشركة بمطار أتلانتا للاستشارة حيث أنه عبر نقطة جبل ستون وهو بحالة هبوط. ساعد المشغل الطائرة بضبط الارتفاع للمطار وحالة الطقس. ومن ثم اتصلت الرحلة ببرج المطار مرتين، مرة للإعلام بأنها في حالة هبوط للمطار والمرة الثانية بأنه يدخل مدى المطار، 2ميل جنوب شرق المطار وعلى ارتفاع 1,800 قدم عامل الاتصالات للشركة اتصل بالرحلة وأبلغهم بأن يكون الهبوط مستقيما، الطائرة ابلغت بأنه تم استقبال الإشارة، ولكن لم يرد بعد ذلك أي شيء من الطائرة. وقد تم اكتشاف حطام الطائرة في غابة صنوبرية على بعد خمس أميال جنوب شرق منطقة المطار وذلك بالساعة 6:30 صباح اليوم التالي. المسعفون وجدوا عددا من الناجين من الحطام ومن ضمنهم رئيس الشركة ايدي ريكنبيكر الذي عانى من الكسور واستئصال العين.
المحققون من لجنة الطيران المدني قرروا من أدلة الموقع وشهادة الناجون من الحادث: أن الطائرة اصطدمت أولا بقمة ثلاث أشجار صنوبر عندما كانت متجهة شمالا. أقصر شجرة صنوبر كان ارتفاعها 915 قدم فوق سطح البحر، ويبدو بعد ذلك أن الطائرة استمرت عابرة فوق وادي بنفس الطريق وعلى علو 1500 قدم قبل أن يضرب طرف الجناح الأيمن بقمة شجر الحور مما أدى باصطدامها بغابة كثيفة من الصنوبر. وقد قال الكابتن ريكنبيكر بمعرض شهادته: بأنه أحس بالمرة الأولى كأنها قنبلة، مما حدا به أن يقفز من كرسيه متجها إلى مؤخرة الطائرة، ولكن الطائرة اصطدمت بالأرض فقُذف بقوة.
بذلك الوقت، أصبح ضروريا أن يكون لكل طيار عدادان للارتفاع، إحداهما يضبط بقراءة ضغط 29.92 انش زئبقي ويؤخذ كمرجع خلال الرحلة، والآخر يستخدم لأجهزة الهبوط ويضبط بارتفاع المطار الذي ستهبط به الطائرة. وبتلك الحالة طيار تلك الرحلة كان قد ضبط ارتفاع الرحلة على 29.92 انش وأجهزة الهبوط كانت معدلة إلى 30.33 انش، لكن ارتفاع مجال المطار الذي تم تحديده في صباح 26 فبراير كان 28.94، وقد تم ارسالها للطائرة بواسطة عامل الاتصالات لشركة ايسترن ايرلاين في الساعة 11:38 مساء، ولكن عداد الطيار لم يتم ضبطه كما هو متوقع.